# Andreas Warler
Andreas Warler (*  26. August 1965 in Baasem) ist ein deutscher Organist und Kirchenmusiker.

## Leben und Wirken
Er eignete sich in seiner Jugend das Orgelspiel autodidaktisch an. Nach seinem Abitur, das er 1986 am Steinfelder Hermann-Josef-Kolleg ablegte, trat er in die Ordensgemeinschaft der Salvatorianer ein. Während des Theologiestudiums in Passau entdeckte der Passauer Domorganist Walther R. Schuster seine Begabung und förderte ihn durch Privatunterricht. Dieser übertrug ihm an der damals größten Kirchenorgel der Welt das vertretungsweise Orgelspiel in Gottesdiensten und innerhalb von Domführungen.
Das Studium der Kirchenmusik begann Andreas Warler 1989 an der Kirchenmusikschule St.-Gregorius-Haus in Aachen. Zugleich wurde er zum Organisten an der Basilika des Klosters Steinfeld berufen, die mit ihrer König-Orgel von 1727 eine der bedeutendsten historischen Barockorgeln des Rheinlandes besitzt. Als Schüler von Viktor Scholz (Orgel) und dem Aachener Domorganisten Norbert Richtsteig (Improvisation) legte er nach drei Jahren 1992 das kirchenmusikalische B-Examen mit dem Prädikat „sehr gut“ in Orgelliteraturspiel und Improvisation ab.
Von 1992 bis 2019 war er Organisator und künstlerischer Leiter der „Steinfelder Vesperkonzerte“.
1996 hielt Warler sich zu einem Intensivstudium bei Craig Cramer an der University of Notre Dame in den USA auf. 2011 verließ er die Ordensgemeinschaft, blieb aber als Organist an der Steinfelder Basilika. Seit 2014 führt er im Rahmen von Fortbildungsmaßnahmen des Bistums Aachen für Kirchenmusiker Kurse in Improvisation und liturgischem Orgelspiel durch.
Zum 1. Januar 2019 beendete er seinen Dienst als Organist an der Basilika Steinfeld und wechselte in die "Gemeinschaft der Gemeinden" Hellenthal-Schleiden, wo er nun Organist der Schlosskirche Schleiden  und als koordinierender Kirchenmusiker für den gesamten Pastoralen Raum Hellenthal-Schleiden tätig ist. Dort betreut er unter anderem neben der historischen König-Orgel der Schlosskirche (Christian Ludwig König, 1770, II/30) die großen Weimbs-Orgeln in Hellenthal (1986, III/32) und Schleiden-Gemünd (1973, III/36).
Bislang spielte er elf CDs an der König-Orgel der Basilika Steinfeld ein – u. a. auch zusammen mit Chor- und Orchester an der Basilika Steinfeld – und wirkte in vielen Rundfunk- und Fernsehproduktionen des WDR und des Belgischen Rundfunks RTBF mit.
Konzerte führten ihn seither durch Deutschland, Belgien, Großbritannien, Island, Italien, Litauen, Luxemburg, Niederlande, Österreich, Schweden, die Schweiz und die USA. Er wurde als Gastorganist zu Orgelfestivals eingeladen, so 2004 nach Laufen (Schweiz), 2006 und 2012 zum Internationalen Orgelsommer nach Reykjavík und zum Christopher Summer Festival 2006 nach Vilnius, 2009 nach Bastogne (Belgien), 2010 zum Internationalen Orgelsommer der Kathedrale von Haarlem (Niederlande), 2013 und 2016 nach San Diego, Kalifornien (USA). Von 2015 bis 2019 gastierte er jährlich in der Kathedrale von Luxembourg.

## Diskographie
- Andreas Warler: Orgelkonzert, Live-Mitschnitt des Konzertes vom 5. September 1993, Werke von Dretzel, Corrette, Bach, Kellner, Reger und Warler (MITRA)
- Festliche Musik an der Basilika Steinfeld, Chor und Orgelmusik. Orgelwerke von Mendelssohn Bartholdy und Warler, Mai/September 1996
- "Adeste fideles" – Weihnachtsmusik aus der Basilika Steinfeld, Chor- und Orgelmusik. Orgelwerke von Bach, Dandrieu, d'Aquin, Buxtehude, Zachow und Warler (1999)
- Die König-Orgel der Basilika Steinfeld, Maxi-CD. Werke von Bach, Krebs, Dandrieu und Warler (1999)
- Multimedia-CD-Rom mit Orgelmusik, Ein virtueller Rundgang durch Kloster Steinfeld, Renaissance-Tänze, Improvisationen und Bach's Passacaglia in c-Moll, BWV 582
- Orgelimprovisationen und Joh. Seb. Bach, Live-Mitschnitte aus Liturgie und Konzert, Improvisationen zu allen Zeiten des Kirchenjahres, Bach: Passacaglia und Fuge c-Moll, BWV 582
- O Sanctissima, Chor- und Orgelmusik zu Weihnachten. Orgelwerke von Brosig, Bonnal, Guilmant, Boëly und Böhm.
- Andreas Warler spielt an der König-Orgel der Basilika Steinfeld, Orgelwerke von Tunder, Buxtehude, Bach, Walther, Krebs und Mendelssohn Bartholdy. 2011 DIAMO CD-L 30401.
- Johann Sebastian Bach – Andreas Warler spielt an der König-Orgel der Basilika Steinfeld, Große Orgelwerke von Johann Sebastian Bach. 2014 DIAMO CD-L 30461.
- Orgelkonzert in der Basilika Steinfeld – Andreas Warler spielt Orgelwerke von Bach, Böhm, Händel, Mendelssohn Bartholdy, Pachelbel, Ruppe. 2016 DIAMO CD-L-30531
- Weihnachtliche Orgelmusik aus der Basilika Steinfeld – Andreas Warler spielt Orgelwerke von Bach, d'Aquin, Dubois, Führer, Zachow und Improvisationen. 2018 DIAMO CD-L-30601